# エリザベスシティの水上戦
エリザベスシティの水上戦（エリザベスシティのすいじょうせん、英:Battle of Elizabeth City）は、南北戦争初期の1862年2月10日、ノースカロライナ州エリザベスシティ近くのパスクォタンク川で行われた戦闘である。北軍北大西洋封鎖戦隊の艦船が南軍モスキート戦隊の艦船と対抗した。南軍はエリザベスシティの南東境界近く、コブスポイント（現在はコブ・ポイントと呼ばれる）にあった4門の大砲からなる岸の砲台からの支援もあった。この戦闘は北軍陸軍のアンブローズ・バーンサイド少将が率い、バーンサイド遠征とも呼ばれたノースカロライナ州での作戦の一部だった。結果は北軍の勝利となり、エリザベスシティとその周辺水系を北軍が抑え、南軍の艦艇は捕獲、沈没または逃散ということになった。

## 地理
エリザベスシティは、北からアルベマール・サウンドに注ぎ入るパスクォタンク川河口近くにある。町の北にはディズマルスワンプ運河がある。東にはアルベマール・アンド・チェサピーク運河の南部分があり、狭い陸地によってパスクォタンク川と分かれていた。ノースカロライナ州から配達される食料や飼料はこの2つの運河を通ってバージニア州の東部に運ばれていた。特にバージニア州ノーフォークはその生き残り条件としてこれら運河を引き続き使えることが重要だった。ノースカロライナ州の各サウンドが南軍の支配下にある限り、北軍海軍がチェサピーク湾口を封鎖していたとしてもノーフォークには物資が供給された。
しかし、この状況は1862年2月早々に変化した。バーンサイドが指揮する北軍陸軍と海軍将官ルイス・M・ゴールズボロが指揮する海軍との水陸協働作戦で、2月7日から8日に掛けて行われた戦闘により、それまでは北軍の脅威からサウンドを遮蔽していたクロータン・サウンドにあるロアノーク島を北軍が占領した。それ以前に北軍の艦船はこれら運河を封鎖しようとしており、そのためにはハッテラス入り江からパムリコ・サウンドに入り、続いてアルベマール・サウンドに入るとすればロアノーク島の南軍砲台数カ所を通り過ぎる必要があった。しかし、これら砲台が排除された時点で、北軍海軍を遮るものとすれば南軍海軍のモスキート戦隊があるのみだった。

## 守備側: モスキート戦隊
バーンサイド遠征の最初の一撃は2月7日のロアノーク島の戦いだった。この2日間の戦闘の初日、19隻の北軍砲艦がクロータン・サウンドに面する南軍の4箇所の砲台と南軍海軍8隻の艦艇に砲撃したが、決着は付かなかった。北軍の艦船は海軍将官ルイス・M・ゴールズボロが指揮する北大西洋封鎖戦隊の一部だった。南軍の艦船は海軍将官ウィリアム・F・リンチが率いる戦隊から引き抜かれたものであり、アルベマール・サウンドと周辺水域で活動することを意図したモスキート戦隊と呼ばれた。モスキート戦隊のうち2隻はこの場にいなかった。CSSアポマトックスはイーデントンまで補給のために派遣され、戦いの時には間に合わなかった。スクーナーのCSSブラック・ウォリアーは、戦隊の他の艦船が蒸気駆動であるのに対して帆船だったので機動力が無く、恐らくは戦隊から外されていた。
砲撃戦は正午から日没まで続いた。戦隊の中で唯一重要な被害と言えるものは、喫水線に穴を明けられ、沈没を避けるために浜に乗り上げたCSSカールーを失ったことだった。ロアノーク島が翌日降伏したとき、カールーは北軍の手に渡らないように燃やされた。他の艦船も損傷を受けたが敵の手によってではなかった。CSSフォレストはスクリューが水中の障害物に当たって損傷し、その後自力では航行できなくなった。モスキート戦隊の他の艦船は僅かな損傷を受けたに過ぎなかった。その日の終わりに、単に弾薬が尽きかけたという理由で、フォレストを曳航して引き上げた。
リンチ海軍将官はその戦隊をエリザベスシティまで率いていき、補給とフォレストの修理を行おうとした。しかし、その弾薬庫を満たすだけの弾薬が無かったので、元CSSカールーの艦長トマス・T・ハンター海軍中佐をノーフォークに派遣した。後には同じ目的で、ディズマルスワンプ運河にCSSローリーを派遣した。ハンターは2隻の艦船に補給できるだけのものしかもたらさなかった。リンチはそれら弾薬を使える艦船で分け合った。しかし、ローリーは次の戦いには戻って来られなかった。
モスキート戦隊にそれ以上の変化は起こらなかった。このために次の戦い直前、使える艦船は6隻であり、それぞれが10回は砲撃できる弾薬を備えただけだった。

### エリザベスシティでのモスキート戦隊
シーバード（旗艦）
ボーフォート
ファニー
アポマトックス
エリス
ブラック・ウォリアー（スクーナー）

## 攻撃側: 北軍艦隊
2月8日のロアノーク島の降伏にはクロータン・サウンドに面した南軍全ての砦が含まれていたので、パムリコ・サウンドからアルベマール・サウンドに北軍艦船が出入りするのを妨げる手段は無かった。ゴールズボロ海軍将官はそれ故に砲艦にモスキート戦隊の追撃と破壊を命じた。前日の砲撃戦で大きな損傷を受けた艦船は無かったが、数隻は損傷があったので、それらは命令の中に含めなかった。しかし14隻の艦艇が残っており、大砲の数では37門に達した。ゴールズボロ自身は追撃に加わらなかった。その代わりにスティーブン・C・ローワン海軍中佐が指揮した。
もしリンチ艦長が自分達と同様に北軍艦隊も弾薬が足りなくなっているのを知ることができれば、その戦術を変えたであろうが、結果は同じになったかもしれない。ローワン海軍中佐はその艦隊の艦長達に弾薬の節約を命じた。衝角攻撃と乗り移り戦術を使うよう告げており、できる限り敵艦を航行不能にするか捕獲することとされていた。
2月9日、ローワンの砲艦戦隊はこのとき沈黙していたクロータン・サウンドを過ぎ、アルベマール・サウンドを横切った。エリザベスシティに近付いたころは暗くなり、夜の間は碇を降ろした。

### エリザベスシティでの北軍艦隊
ルイジアナ
ヘッツェル
アンダーライター
デラウェア（旗艦）

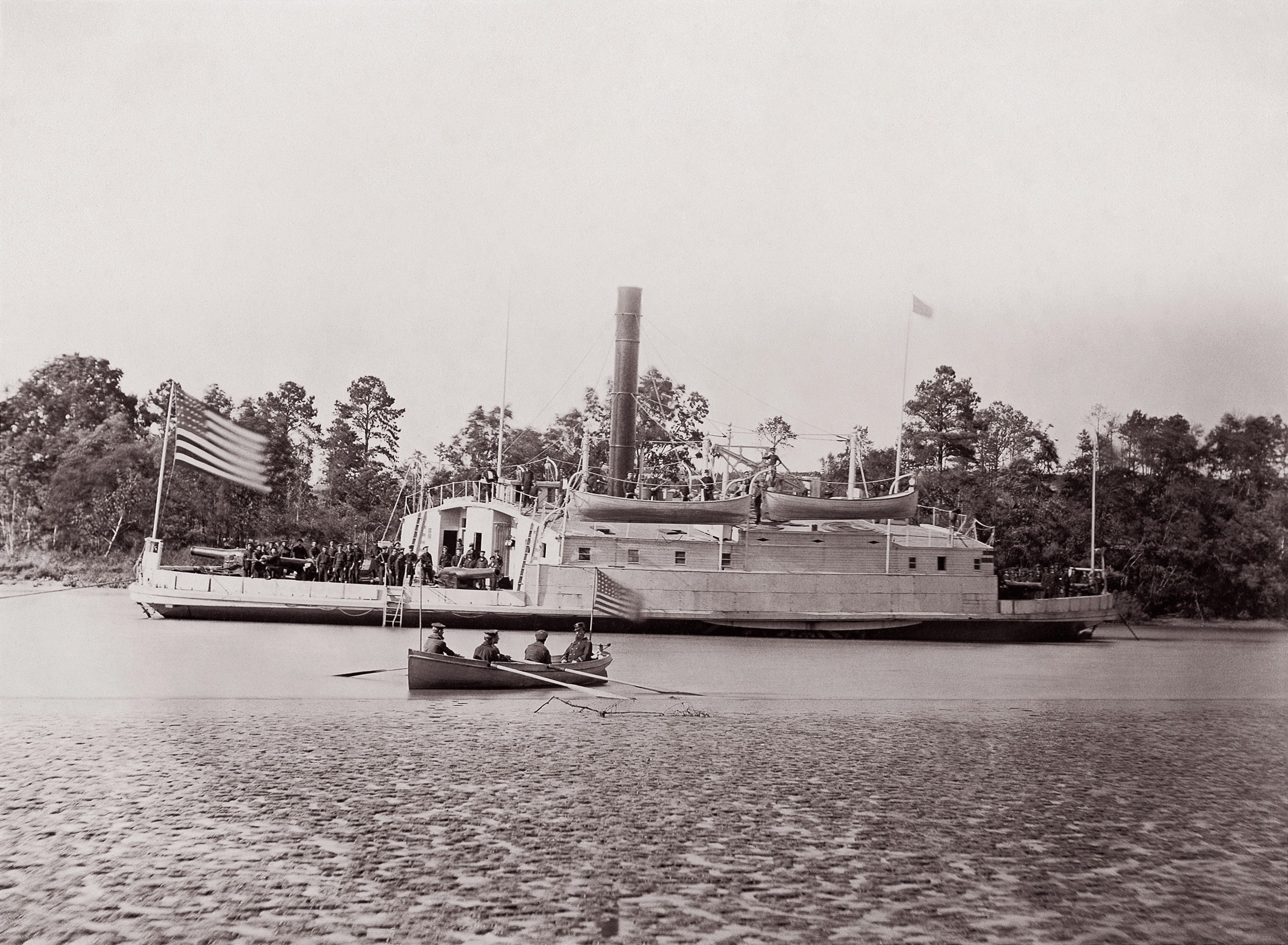
コモドア・ペリー
バレーシティ
モース
アイザック・N・シーモア
ホワイトヘッド
ジョン・L・ロックウッド
セレス
ショーシーン
ヘンリー・ブリッカー
ジェネラル・パットナム（機関故障のために参戦せず）

## 戦闘 2月10日
リンチは北軍戦隊が停泊している時間を使って来たるべき戦闘のために自軍の艦船を配置した。コブスポイントの4門の大砲がある砲台を基点にして、スクーナーのCSSブラック・ウォリアーをコブスポイントの反対側に置き、残りの蒸気船5隻は上流に少し離れて川を横切るように戦列を組ませた。リンチがそこを基点にしたのは、3日前のロアノーク島の戦いの緒戦に北軍がやったように、戦いを進める前に砦の戦力を減らすものと予測したからだった。艦長達への最後の指示にはその艦船を敵の手に渡すなと言う命令も含まれていた。他のことがすべて失敗したとしても脱出すべきかあるいはその艦船を破壊することという意味だった。
2月10日夜明け、リンチは先ずコブズポイントの砲台の防衛隊と戦隊との協調をとるために砲台を訪れたが、そこにはわずか7人の民兵と1人の市民が居るだけだった。リンチが考えていたように砲台は強固な防衛拠点だったので、CSSボーフォート艦長で副戦隊長のウィリアム・H・パーカーにその乗組員の大半と共に陸へ上がり大砲の配置に着くよう命令した。ボーフォートには運河を遡って航行させられるだけの人員を残した。こうして人員を追加しても4門のうち3門のみが使えるようになっただけだった。戦闘が始まったとき民兵達は即座に脱走し、2門だけで敵に対抗することになった。
この砲台は役立たずであることが分かった。ローワンは弾薬が少なく、その任務が南軍戦隊を破壊することだったので、その艦船には砲台を無視するよう命じた。パーカーとその部隊は何発か乱射しただけで損傷を与えられず、北軍艦隊が上流に出てしまうとその大砲が役に立たなくなった。それ故に自軍の艦船が北軍艦隊に破壊されるのを見ているだけになった。
南軍戦隊で最初に失われたのはスクーナーのCSSブラック・ウォリアーだった。攻撃部隊がコブスポイントを通り過ぎるときに全艦から砲撃されたので、乗組員は艦艇を放棄して火を付けた。同様にCSSファニーが岸に乗り上げ燃やされた。USSセレスからの乗り移り部隊が白兵戦を行ってCSSエリスを占領した（エリスの艦長は艦を爆破することになっていたが、1人の黒人石炭運搬作業員が爆薬を発見して乗り移り部隊に報せた）。CSSシーバードは脱出を試みたが追いつかれてUSSコモドア・ペリーによって沈められた。CSSボーフォートとCSSアポマトックスはうまくディズマルスワンプ運河まで逃げ込んだ。そこで最後の皮肉が起こった。アポマトックスはその閘門を通るには2インチ (5 cm) だけ幅があり過ぎたので燃やしてしまうしか無かった。2月8日の戦闘でスクリューを損傷して修繕のために取って置かれたCSSフォレストは、未完で名前も付けられていなかった砲艦と共に燃やされた。CSSローリーはまだノーフォークにいたので、損傷を受けることも無かった。
人命の損失は少なかった。攻撃した北軍艦隊は2名が戦死、7名が負傷した。一方南軍は4名が戦死、6名が負傷、34名が捕虜になった。

## 戦いの後
ロアノーク島から撤退してきていた南軍は、その戦隊が破壊されコブスポイントの砲台も降伏したことを知ると、ヘンリー・A・ワイズ准将からの町を破壊しろという命令に基づいて、エリザベスシティに火を付けた。北軍艦隊の水兵が到着したときは2街区が燃えていたが、残りは無事だった。
アルベマール・アンド・チェサピーク運河はノース川の入口近くで閉鎖された。撤退する南軍が妨害を始めた。ゴールズバラ海軍将官の命令で、勝利した北軍が閉鎖を完成した。
イーデントンの町は2月12日にコーワン海軍中佐の4隻の砲艦によって無血で占領された。2隻のスクーナーが捕獲され他は破壊された。大砲8門が捕獲された。アルベマール・サウンドの周りには南軍がいなくなった。それは戦争がおわるまでの大半で続いた。唯一北軍支配に対する挑戦は、1864年夏のCSSアルベマールの短期間の実験だった。
ノーフォークは攻撃されなかったが、孤立し、南軍にとっての価値が無くなっていった。5月にはノーフォーク市が放棄された。